# Biosteres borealis
Biosteres borealis är en stekelart som först beskrevs av Zetterstedt 1838.  Biosteres borealis ingår i släktet Biosteres och familjen bracksteklar. Inga underarter finns listade.